# Hugues Kenfack
Hugues Kenfack, né le 29 août 1967, est un juriste et professeur des universités français, président de l'Université Toulouse Capitole depuis le 1er décembre 2020.
Il fut précédemment vice-président de l’Université Toulouse I Capitole chargé du conseil scientifique (2007- 2012), puis doyen de la Faculté de droit et science politique de cette même université (2012-2017).

## Biographie

### Enfance, éducation et débuts
Hugues Kenfack est né en 1967 à Yaoundé. Il est originaire de Foto dans la région de l'Ouest du Cameroun. Auteur d'une thèse avec mention "Très honorable" avec les félicitations du jury sur la franchise internationale (Direction : Jean-Pierre Marty - Université Toulouse I), il accède au grade de docteur en droit en 1996, puis est admis au premier concours national d'agrégation de l'enseignement supérieur (2001).

### Carrière
Il est d'abord nommé professeur de droit à l’Université de Poitiers (2001-2004), puis il revient à l'Université de Toulouse I Capitole (2004). Comme maître de conférences en droit privé, il exerce au sein des universités Toulouse I et II (1997-2001) avant d'être nommé professeur des universités à l'université Toulouse Capitole en 2004.
Hugues Kenfack est depuis 2005 co-directeur du master 2 Juriste International, ainsi que directeur du master international Business Law de l'Université Toulouse Capitole (depuis 2011).
Sous la présidence de Bruno Sire (2008-2016), il fut d'abord vice-président de l’Université Toulouse I Capitole, chargé du conseil scientifique (2007- 2012), doyen de la faculté de droit et science politique de l'Université de Toulouse I Capitole (2012-2017) et enfin vice-président de la conférence des doyens des Facultés de droit chargé des formations (2014-2017).
À l'international, il a notamment été professeur invité à Saint Louis University School of Law – États-Unis (2009, 2011, 2013, 2014), Renmin University of China – Chine (2015, 2016, 2017), Beijing Normal University – Chine (2015, 2016, 2018, 2019), Faculté de droit de l’université La Sagesse – Liban (2015, 2017, 2018), Faculté de droit de l’université de Douala – Cameroun (2010, 2011), Faculté de droit de l’université de Yaoundé – Cameroun (2016, 2017, 2018), Université d'Anvers – Belgique (2010), Faculté de droit de l’Université de N’Djaména – Tchad (2003), Faculté de droit de la Martinique (depuis 2002), Faculté de droit de l’Université Saint-Esprit de Kaslik – Liban (2002). Il a également assumé la charge de directeur du Collège international de droit français et européen de Varsovie et de directeur du master 2 droit des affaires français et européen de Varsovie (2002 – 2004).
Élu le 24 novembre 2020 à la présidence de l’Université Toulouse I Capitole, il prend ses fonctions le 1er décembre, succédant à Corinne Mascala. Le 1er janvier 2023, l'Université Toulouse Capitole devient l'Établissement Public Expérimental Université Toulouse Capitole.

### Réseaux et expertises
Hugues Kenfack effectue des expertises pour de nombreuses organisations, dont le Conseil de l'Europe et l'Union européenne, pour la réalisation d’un appel d'offres en vue de l’amélioration de la justice commerciale en Tunisie (2019), l’Agence Universitaire de la Francophonie, les Nations-Unies en droit du commerce international (2018). Il est membre et fut président du jury du CAPA (Certificat d’aptitude à la profession d’avocat) Sud-Ouest Pyrénées et de l’examen d’entrée de notaire à Toulouse (depuis 2010).
Il est aussi membre du Conférence nationale du droit (depuis 2012), de la conférence des doyens des facultés de droit (2011-2015), du Comité français de droit international privé (depuis 2001), du Comité français de l’arbitrage (depuis 2015), du Groupe de travail sur les contrats internationaux (depuis 2002), de l’association Henri Capitant des amis de la culture juridique française (depuis 2010), du Groupement européen des Magistrats pour la médiation – France (GEMME), de l’Association Nationale des Médiateurs France (ANM), du Trans Europe Expert (TEE) (depuis 2015), de l’association pour la promotion de l’arbitrage en Afrique (APAA) (depuis 2017).
Enfin, il est formateur à la Legal Academy d’Airbus (2012-2016) et au Centre de formation professionnelle des notaires (depuis 2012), ainsi qu'arbitre formé à la Chambre de commerce et d’industrie de Toulouse et inscrit notamment à la Cour Commune de Justice et d'Arbitrage et médiateur formé au Centre de Médiation et d'Arbitrage de Paris.

## Distinctions
- Chevalier des Palmes académiques (2010)[17], Officier des Palmes académiques (2015)[18]
- Chevalier de la Légion d'honneur (2017)[19]

## Publications
Hugues Kenfack est responsable de la chronique « Droit des Transports » au Recueil Dalloz et de la chronique « Baux commerciaux » au sein de la revue de jurisprudence commerciale, ainsi que co-responsable de la chronique Baux commerciaux à la Semaine Juridique (JCP), édition entreprise et édition notariale. Parmi ces publications récentes se trouvent : 
- Kenfack, Hugues  (2021) Bref retour sur le renouveau de l'article 1722 du code civil relatif à la perte de la chose louée.    In : Liber amicorum en l'honneur du Professeur Didier Ferrier LexisNexis / Dalloz. p. 343.  (ISBN 9782711036080)
- Kenfack, Hugues  (2021) L'architecture des obligations du vendeur. In : Les recodifications du droit de la vente en Europe Presses universitaires juridiques - Université de Poitiers. Series “Collection Actes et colloques de la Faculté de droit et des sciences sociales, Université de Poitiers”, p. 445.  (ISBN 9782381940045)
- Kenfack, Hugues & Dumont-Lefrand, Marie-Pierre  (2020) Droit et pratique des baux commerciaux.
- Kenfack, Hugues (2019) Droit du commerce international,7e édition. Collection « Les mémentos Dalloz. Série Droit privé ». Dalloz  (ISBN 9782247189281)